# Chambre des représentants du Vermont
Session législative 2023-2025
Capitole de l'État du Vermont
La Chambre des représentants du Vermont (en anglais : Vermont House of Representatives) est la chambre basse de l'Assemblée générale du Vermont, un État des États-Unis.

## Système électoral
La Chambre des représentants est composée de 150 sièges pourvus pour deux ans, sans limite de mandat, au scrutin majoritaire à un tour dans des circonscriptions de un ou deux sièges. Il représente chacun 4 100 citoyens et sont élus dans 104 districts, chaque district élisant entre un et deux représentants. Le scrutin uninominal majoritaire à un tour est utilisé dans les circonscriptions d'un seul siège, et le scrutin binominal majoritaire à un tour dans celles de deux sièges chacune. Dans ces dernières, les électeurs disposent de deux voix qu'ils répartissent aux candidats de leur choix, à raison d'une voix par candidat. Après décompte des suffrages, les deux candidats ayant reçu le plus de voix sont élus.

## Siège

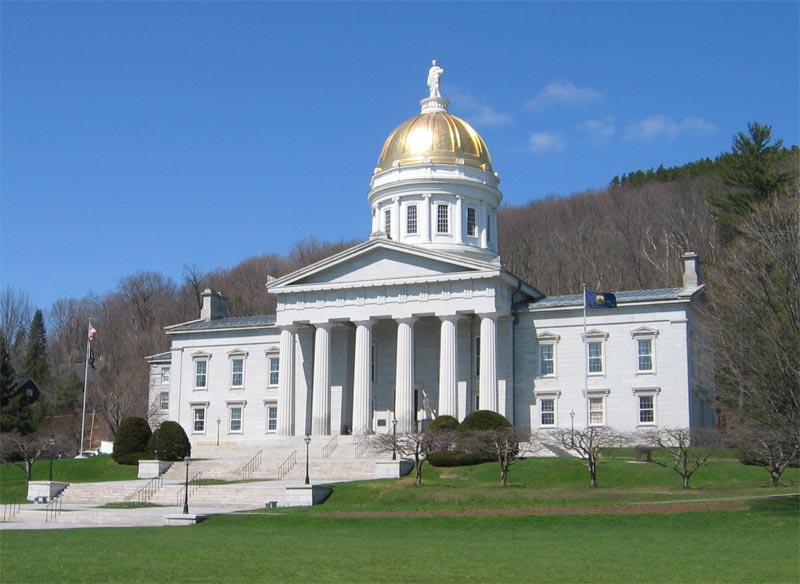
Le Capitole de Montpelier où siège la Chambre des représentants du Vermont

La Chambre des représentants du Vermont siège au Capitole situé à Montpelier.

## Présidence
Le président (en anglais : speaker) préside la Chambre et contrôle l'ordre du jour de celle-ci et des commissions parlementaires. C'est le candidat présenté par le parti majoritaire qui est élu président puis confirmé par un vote en séance plénière. 
La démocrate Jill Krowinski exerce cette fonction depuis le 6 janvier 2021.
| Position            | Nom            | Parti       | District       |
| ------------------- | -------------- | ----------- | -------------- |
| Présidente          | Jill Krowinski | Démocrate   | Chittenden-6-3 |
| Chef de la majorité | Emily Long     | Démocrate   | Windham 5      |
| Chef de la minorité | Patricia McCoy | Républicain | Rutland 1      |

## Représentation
| Législature | Parti           | Parti              | Parti        | Parti             | Parti             | Total |        |
| ----------- | --------------- | ------------------ | ------------ | ----------------- | ----------------- | ----- | ------ |
| Législature |                 |                    |              |                   |                   | Total |        |
| Législature | Parti démocrate | Parti progressiste | Indépendants | Parti républicain | Parti libertarien | Total | Vacant |
| Fin 2012    | 94              | 5                  | 3            | 47                | 0                 | 150   | 0      |
|             |                 |                    |              |                   |                   |       |        |
| Avant 2013  | 96              | 5                  | 4            | 44                | 0                 | 149   | 1      |
| Fin 2014    | 96              | 5                  | 4            | 45                | 0                 | 150   | 0      |
|             |                 |                    |              |                   |                   |       |        |
| 2015–2016   | 85              | 6                  | 6            | 53                | 0                 | 150   | 0      |
|             |                 |                    |              |                   |                   |       |        |
| 2017-2018   | 83              | 7                  | 7            | 53                | 0                 | 150   | 0      |
|             |                 |                    |              |                   |                   |       |        |
| 2019-2020   | 95              | 7                  | 5            | 43                | 0                 | 150   | 0      |
|             |                 |                    |              |                   |                   |       |        |
| Début 2021  | 92              | 7                  | 5            | 46                | 0                 | 150   | 0      |
|             |                 |                    |              |                   |                   |       |        |
| Début 2023  | 104             | 5                  | 3            | 38                | 0                 | 150   | 0      |
| 3 mai 2023  | 104             | 5                  | 3            | 37                | 1                 | 150   | 0      |
| %           | 74,7 %          | 74,7 %             | 74,7 %       | 24,7 %            | 0,7 %             |       |        |